# Vladímir Orlov
Vladímir Víktorovitx Orlov - rus: Влади́мир Ви́кторович Орло́в - (Moscou, 31 d'agost de 1936 - 5 d'agost de 2014) va ser un escriptor rus, conegut per la seva novel·la El viola Danílov, que va ser de culte en els anys 1980 a la Unió Soviètica. Les seves novel·les han estat traduïdes a moltes llengües, entre elles l'anglès, l'alemany, el francès, el japonès, el finlandès i l'italià.

## Biografia
Nascut a Moscou, fill de periodista, va passar gran part de la seva infantesa evacuat a Marí-El. Els anys 1954-1959 va estudiar a la facultat de periodisme de la Universitat Estatal de Moscou. Durant els seus anys estudiantils va prendre part en la llaurada de terres verges del Kazakhstan. Va fer pràctiques al periòdic Krasnoiarski rabochi (Obrer de Krasnoiarsk). A partir de 1959 va treballar deu anys en el periòdic central Komsomólskaia Pravda (La veritat de Komsomol). Va ser corresponsal durant la construcció de la línia ferroviària principal Abakan-Taixkent, i en la construcció de la central hidroelèctrica Saiano-Xúixenskaia de Khakàssia, prop de Saianogorsk.
A partir de 1969 es converteix en escriptor professional. Ensenya prosa a l'Institut de Literatura Maksim Gorki (Moscou), com a professor de la càtedra de mestratge literari. Les seves obres pertanyen al corrent postmodernista o de realisme fantàstic, continuant la línia de Nikolai Gógol i Fiódor Sologub en la literatura russa. Vladímir Orlov reflecteix la Moscou mística, plena d'esperits, fantasmes i espectres.
En l'any 2000 es van publicar les seves primeres obres completes en sis volums.

## Obres
Novel·les
- 1965 Соленый арбуз - Síndria salada
- 1968 После дождика в четверг - La setmana que no tingui divendres
- 1972 Происшествие в Никольском - Un succés a Nikólskoie
- 1980 Альтист Данилов - El viola Danílov (cicle "Històries d'Ostánkino")
- 1988 Аптекарь - Farmacèutic (cicle "Històries d'Ostánkino")
- 1997 Шеврикука, или Любовь к привидению - Shevrikuka, o amor a l'espectre (cicle "Històries d'Ostánkino")
- 2000 Бубновый валет - La sota de diamants
- 2008 Камергерский переулок - Carreró Kamerguerski

Col·leccions
- 1972 Трусаки - Footing
- 1988 Что-то зазвенело - Alguna cosa va començar a tintinar
- 1989 Субботники - Subótnikos

Peces - contes de fades (amb S. Kogan)
- 1971 Посмотри на себя - Miri's
- 1972 Веселый маскарад - Mascarada alegre

Guions de cinema
- 1965 Таежный десант - Desembarcament a la taiga

Reportatges
- 1960 	Дорога длиной в семь сантиметров - El camí de set centímetres de llarg

## Premis i condecoracions
- Orde de la Insígnia d'Honor de l'URSS
- Premi Booker Estudiantil (rus) 2008 per Carreró Kamerguerski
- Premi Gorki de Literatura 2009 per Carreró Kamerguerski
- Premi de Moscou per a les Lletres i les Arts
- Premi Valentín Katáiev de la revista Yúnost